# Eliseo (film)
Eliseo è un lungometraggio d'animazione di genere fantascientifico del 2003 diretto da Jae-woong Kwon.

## Distribuzione
Il film viene distribuito in Italia dalla Medusa Film mentre negli Stati Uniti Il film viene distribuito dalla Miramax

## Tecnica
Il film è stato prodotto utilizzando l'animazione al computer.